# Campillo de Ranas (kommunhuvudort)
Campillo de Ranas är en kommunhuvudort i Spanien.   Den ligger i provinsen Provincia de Guadalajara och regionen Kastilien-La Mancha, i den centrala delen av landet, 80 km norr om huvudstaden Madrid. Campillo de Ranas ligger 1 100 meter över havet och antalet invånare är 199.
Terrängen runt Campillo de Ranas är kuperad.  Trakten runt Campillo de Ranas är nära nog obefolkad, med mindre än två invånare per kvadratkilometer. Närmaste större samhälle är Tamajón, 11,1 km sydost om Campillo de Ranas. I omgivningarna runt Campillo de Ranas växer i huvudsak buskskog.